# Hanfot
Hanfot är ett nautiskt begrepp som syftar på en anordning med två eller flera linor som sammanstrålar i en gemensam punkt likt ett y.
En bogserlinas ände på en bogserbåt brukar oftast vara kopplad som en hanfot. En optimistjolles skot fästs i bommen med hjälp av en hanfot. Ett gaffelsegels gaffelstång lyfts av pikfallets hanfot. Ett vikingaskepp kan ha en bolin ledd från seglets lik (kant) till förstäven (med en hanfot som fördelar kraften över en längre del av liket.